# Don Hertzfeldt
Compléments
Billy's Balloon
Rejected
Everything Will Be OK
Don Hertzfeldt, né le 1er août 1976, est un auteur américain de courts films d'animation.

## Biographie
Il étudie à l'Université de Californie à Santa Barbara.
Son travail solitaire lui a apporté une célébrité précoce puisqu'il a eu les honneurs de rétrospectives professionnelles avant d'avoir atteint l'âge de trente ans. Ses films ont, au total, été couronnés par plus d'une centaine de distinctions et de récompenses, dont une nomination pour la palme d'or du court-métrage au festival de Cannes (1998), une autre pour les Oscars (2000) et un prix du meilleur court-métrage au festival de Sundance (2007).

## Filmographie sélective
- Ah, L'Amour (1995)
- Genre (1996)
- Lily and Jim (1997)
- Billy's Balloon (1998)
- Rejected (2000)
- Welcome to the Show/Intermission in the Third Dimension/The End of the Show
- The Meaning of Life (2005)
- Everything Will Be OK (2006)
- I Am So Proud of You (2008)
- Wisdom Teeth (2010)
- It's Such a Beautiful Day (2012)
- World of Tomorrow (2015)
- World of Tomorrow - Episode Two: The Burden of Other People's Thoughts (2017)
- Intro (2017)
- World of Tomorrow - Episode Three: The Absent Destinations of David Prime (2021)

### Récompenses et nominations
- 2007 : Seattle International Film Festival,
- 1997, 1999, 2007 : Santa Barbara International Film Festival
- 2007 : Sundance Film Festival, Everything Will Be OK
- 1998, 2007 : USA Film Festival
- 1999 : Valladolid International Film Festival
- 1998 : World Animation Celebration
- 1998, 1999 : Rochester International Film Festival
- 2009 : WorldFest Houston